# Ljusreklam

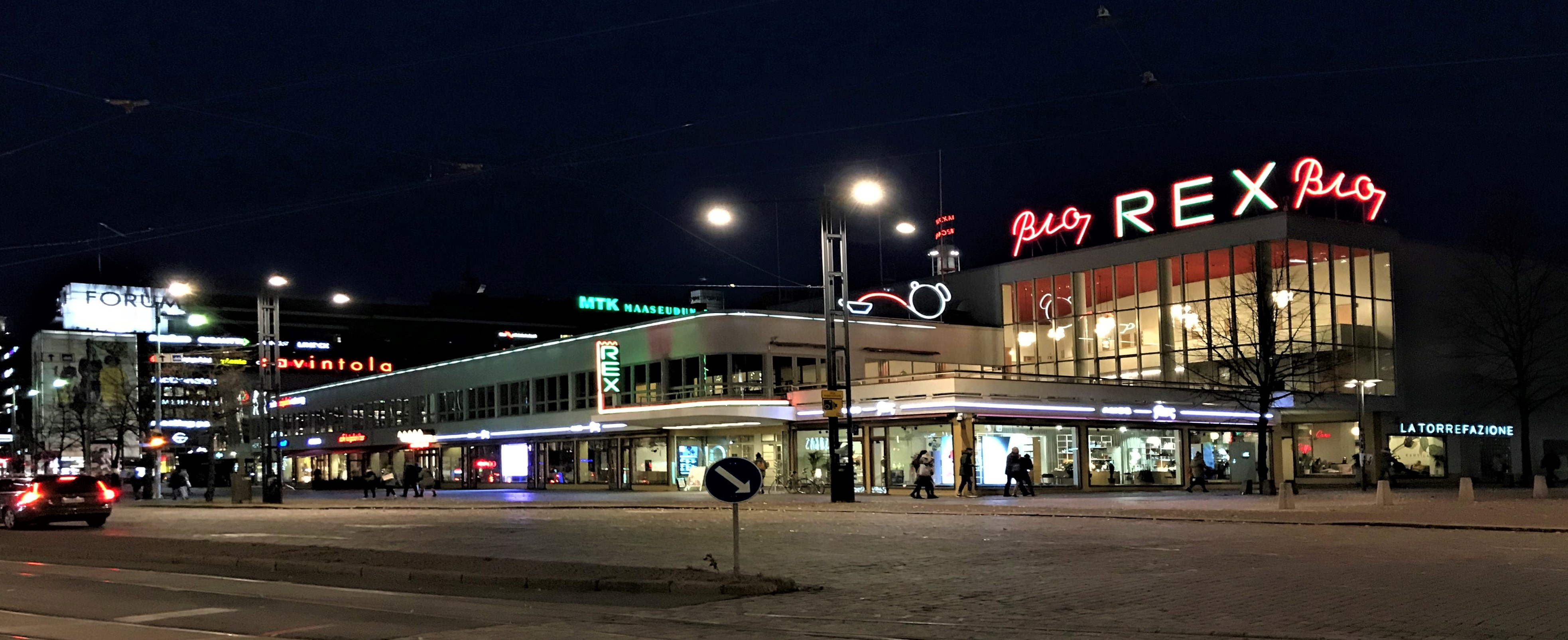
Glaspalatset från 1936 i Helsingfors, med Amos Rex och Bio Rex.

Ljusreklam eller lysreklam är en anordning för elektrisk belyst reklam övervägande på husfasader och tak, men också i skyltfönster, butiker och varuhus samt inom det offentliga rummet som flygplatser och järnvägsstationer.
Tidig ljusreklam bestod av belysta skyltar eller av motiv med glödlampor i olika färger. Den första rörliga ljusreklamen i Sverige var Stomatolskylten  som uppsattes 1909 på gamla Katarinahissen i Stockholm. Den innehöll 1361 olikfärgade 25 Watt glödlampor. Skylten fungerar efter en renovering 1986 fortfarande idag. På 1920- och 1930-talen hade ljusreklam med neonrör och lysrör sitt genombrott. Modern ljusreklam använder energisnåla lysdioder.

## Bilder

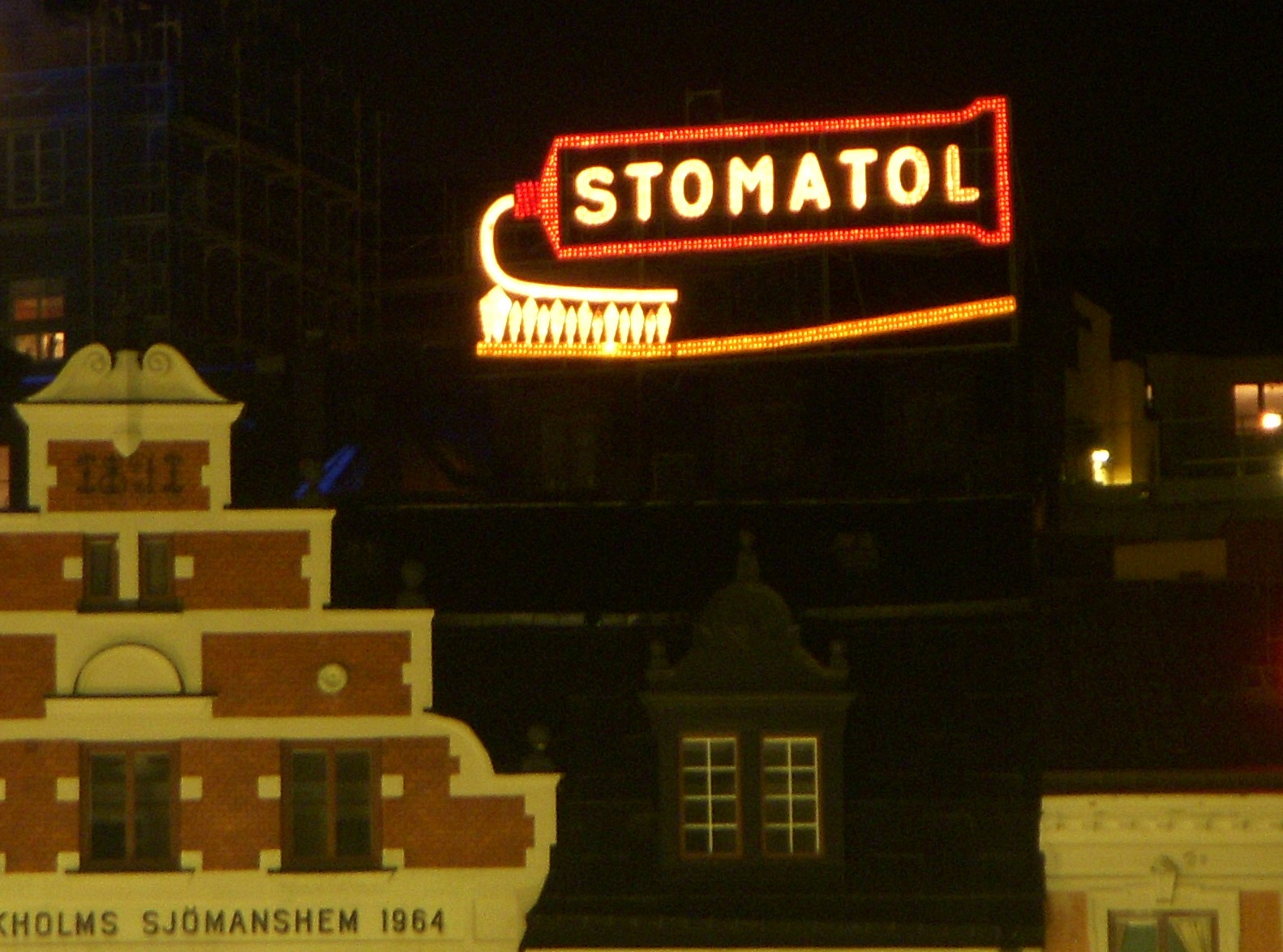
Stomatolskylten i Stockholm 1909
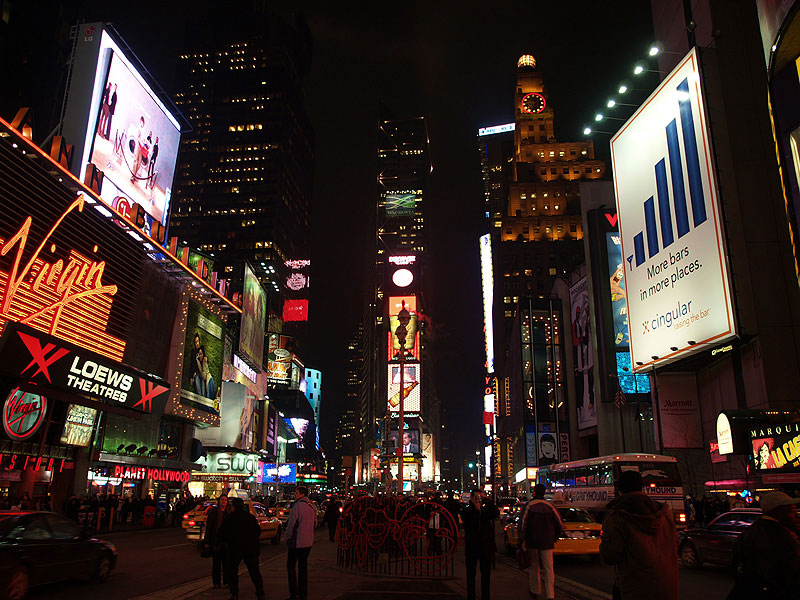
Ljusreklam på Times Square 2005
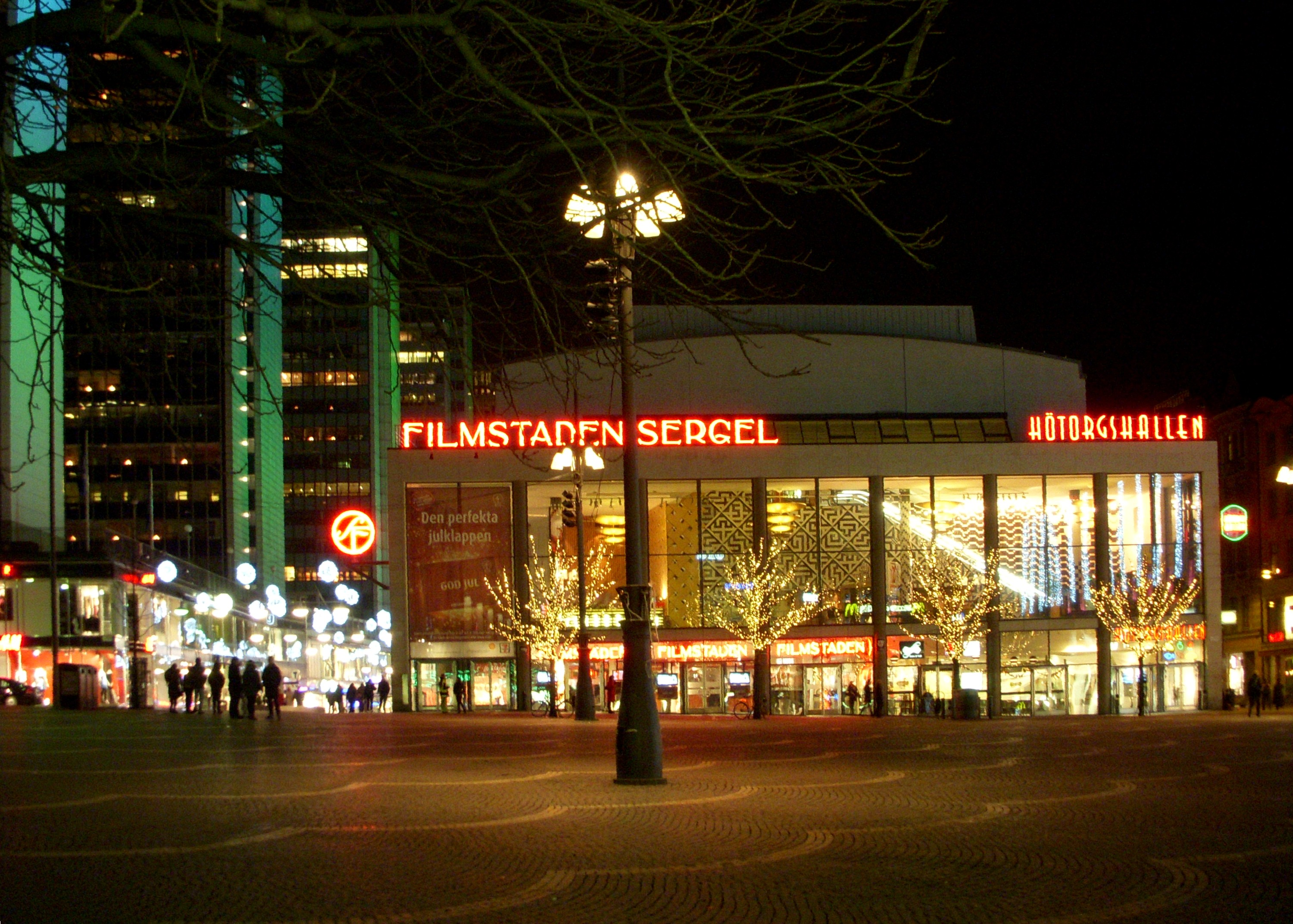
Ljusreklam på Hötorgscity 2008